# موکرادیب
موکرادیب یک روستا در عراق است که در استان انبار و در نزدیکی مرز سوریه واقع شده‌است.